# Iehoșafat Harkabi
Iehoșafat Harkabi sau Yehoshafat Harkabi (în ebraică יהושפט הרכבי; n. 21 septembrie 1921, Haifa, Palestina sub mandat britanic – d. 26 august 1994, Ierusalim, Palestina) a fost un general israelian, care a îndeplinit funcția de director al Direcției de Informații Militare al Armatei Israelului (AMAN) (1955-1959). 